# Lago Volcano
O Lago Volcano também denominado por Lago Crater, é um lago localizado na Ilha de Vancouver, na Colúmbia Britânica, Canadá.

## Descrição
Encontra-se a sul da Montanha Puzzle, a oeste da Montanha Elkhorn, e no lado oeste do Parque Provincial de Strathcona. Este curioso nome, que à primeira vista estaria relacionado com uma origem vulcânica, é na realidade resultante da actividade do gelo durante uma glaciação. 